# Оходне
Оходне (пол. Ochodne) — село в Польщі, у гміні Троянув Ґарволінського повіту Мазовецького воєводства.
Населення — 181 особа (2011).
У 1975—1998 роках село належало до Седлецького воєводства.

## Демографія
Демографічна структура станом на 31 березня 2011 року:
|          | Загалом | Допрацездатний вік | Працездатний вік | Постпрацездатний вік |
| -------- | ------- | ------------------ | ---------------- | -------------------- |
| Чоловіки | 91      | 21                 | 59               | 11                   |
| Жінки    | 90      | 18                 | 47               | 25                   |
| Разом    | 181     | 39                 | 106              | 36                   |